# 後背湿地
後背湿地（こうはいしっち、back marsh）は、広義には、沖積低地（河成堆積低地）や浜堤平野（海成堆積低地など）の微地形の一種で、主に自然堤防や浜堤などの微高地の背後に形成された微低地をいう。バックマーシュとも呼ばれる。このうち、海成堆積地形の微低地はとくに堤間湿地（堤間低地）と呼ばれる。狭義には、自然堤防の背後の低平地（後背低地）のうち、より低湿で湿地状の部分をいう。

## 形成過程
河川によって運ばれた砕屑物（礫、砂、泥）は、河川流路からの越流に伴って粗粒なものから堆積し、流路沿いに微高地（自然堤防）が生じる。氾濫水が流路から遠方へと流れるにつれて、氾濫水には粗粒な砕屑物が少なくなり、細粒な砕屑物（泥など）のみを含むようになる。流路沿いには微高地が分布するため氾濫水は排水しづらく、長期間にわたり湛水することにより泥の堆積が生じる。これにより、自然堤防の背後には細粒物質を主体とした後背低地（広義の後背湿地）が生じる。後背低地への泥の堆積が進行すると、排水不良の土地となり、次第に湿地化する（狭義の後背湿地）。
ここでいう粗粒物質と細粒物質の大きさは、その低地の小地形（扇状地、氾濫原、三角州）によって異なる。すなわち、扇状地の後背低地は礫主体の河川の氾濫によって形成するので、大きな礫と比較して細粒な砂や小さな礫が堆積しうる。一方で、三角州の後背低地は泥主体の河川の氾濫によって形成するので、泥のなかでも細粒な粘土が堆積した土地となる。
川や海との間に自然堤防や砂丘・砂州などの微高地があり、これらの微高地よりも粒径の細かいシルトや粘土のような堆積物によって覆われているために排水性が悪く、しばしば埋め残された三日月湖などの湖沼が分布する。これらの湖沼は、○○潟あるいは○○沼などの名で呼ばれることが多い。

## 土地利用
日本のように水稲栽培の卓越する地域では、開墾され伝統的に水田として利用されてきた。特に治水技術や土木技術の発展した江戸時代以降、湿地の排水や湖沼の干拓による新田開発が盛んに行われた。信濃川および阿賀野川下流域の越後平野や、北上川下流域の仙台平野など、現在「米どころ」または「穀倉地」と呼ばれている稲作地帯は、このようにして開かれてきた。これに対して、気温が低く稲作に不適な北海道東部および北部では水田として利用されることはなく、また低温であることと土砂の流入量が少ないことから多くが泥炭の堆積する湿原のまま残されてきたが、第二次世界大戦後に大規模な排水工事が行われて農業的な土地利用が行われるようになった。
一方、東京や大阪、名古屋など、日本の都市の多くが沖積平野に立地することから、これらの都市の膨張とともに隣接する後背湿地の市街地化が急速に進行している。比較的に地価が安いことから、工場や新興住宅団地が造成されることで市街地化することが多い。

## 自然災害リスク
その本来の地理的な配置から、対策の想定を超えた洪水の際には再び浸水の被害を受けやすい。また、周囲の地形と比較して軟弱な地盤であり、とくに三角州や氾濫原における後背湿地は極めて不良な軟弱地盤であるため、大きな地震動では地盤の液状化や長周期地震動による被害も懸念されている。